# Симаненка, Тимофей Андреевич
Тимофей Андреевич Симаненка (бел. Цімафей Андрэевіч Сіманенка; род. 27 ноября 2006, Минск) — белорусский футболист, нападающий клуба «Гомель».

## Карьера

### «Минск»
Воспитанник футбольной академии столичного «Минска», в составе которого прошёл юношеские и дублирующий составы. Первым тренером был Анатолий Николаевич Комоска. В 2023 году стал подтягиваться к основной команде клуба. Дебютировал за клуб 2 июня 2023 года в матче против брестского «Динамо», выйдя на замену на 80 минуте. На протяжении сезона выступал преимущественно за дублирующий состав, сыграв несколько матчей за основную команду. Новый сезон начал 9 марта 2024 года с ответного матча Кубка Беларуси против гродненского «Немана», выйдя на замену на 81 минуте. Дебютным забитым голом за клуб отличился 22 июня 2024 года в матче против дзержинского «Арсенала». По итогу сезона вместе с клубом завершил чемпионат на итоговом тринадцатом месте в турнирной таблице. Всего за сезон отличился за столичный клуб 3 забитыми голами.
В январе 2025 года продлил контракт с минским клубом ещё на сезон. Первый матч в новом сезоне сыграл 13 марта 2025 года против новополоцкого «Нафтана», выйдя на поле в стартовом составе. В июне 2025 года также принимал участие в матчах второй команды. Дебютный матч за команду сыграл 15 июня 2025 года против «Осиповичей», выйдя на поле в стартовом составе. Первым результативным действием в сезоне отличился 28 июня 2025 года в матче против клуба АБФФ U-19, отдав голевую передачу. Первым забитым голом за второй состав отличился 6 июля 2025 года в матче против «Барановичей». За основную команду клуба забитым голом отличился 11 июля 2025 года в матче Кубка Беларуси против пинской «Волны». Первым забитым голом в чемпионате отличился 2 августа 2025 года в матче против новополоцкого «Нафтана». За первую половину сезона отличился за оба состава 3 забитыми голами и 3 голевыми передачами во всех турнирах. 

### «Гомель»
В августе 2025 года перешёл в «Гомель», подписав двухлетний контракт.

## Международная карьера
В сентябре 2021 года футболист получил вызов в юношескую сборную Беларуси до 16 лет. Дебютировал за сборную 21 сентября 2021 года в товарищеском матче против Турции. В мае 2022 года впервые получил вызов в юношескую сборную Беларуси до 17 лет на учебно-тренировочный сбор. В октябре 2022 года вместе со сборной отправился на квалификационные матчи юношеского чемпионата Европы. Дебютировал за сборную 20 октября 2022 года в матче против сборной Норвегии. В следующем матче 23 октября 2022 года отличился дебютным забитым голом против сборной Ирландии. В ноябре 2022 года футболист официально вышел в основной этап квалификаций юношеского чемпионата Европы, заняв итоговое третье место в группе. В основном этапе квалификаций футболист сыграл в 2 матчах, однако вместе со сборной не смог выйти из группы.
В ноябре 2023 года футболист получил вызов в юношескую сборную Беларуси до 19 лет для участия в квалификационных матчах юношеского чемпионата Европы. Дебютировал за сборную 15 ноября 2023 года в матче против сборной Греции. Дебютным забитым голом за сборную отличился 10 октября 2024 года в товарищеском матче против сборной Азербайджана. В квалификационном матче юношеского чемпионата Европы 19 ноября 2024 года против сборной Армении отличился забитым дублем. В марте 2025 года получил вызов в молодёжную сборную Беларуси. Дебютировал за сборную 21 марта 2025 года в товарищеском матче против сборной Северной Македонии.